# Glanz-Skabiose
Die Glanz-Skabiose (Scabiosa  lucida), auch Glänzende Skabiose genannt, ist eine Pflanzenart aus der Gattung der Skabiosen (Scabiosa) in der Unterfamilie der Kardengewächse (Dipsacoideae).

## Beschreibung

### Vegetative Merkmale
Die Glanz-Skabiose wächst als ausdauernde krautige Pflanze und erreicht Wuchshöhen von 10 bis 50 Zentimetern.
Die Laubblätter sind in einer grundständigen Rosette und am Stängel verteilt angeordnet. Die Grundblätter sind eiförmig, gekerbt und meist kahl sowie etwas glänzend. Die  Stängelblätter sind fiederschnittig mit schmalen Zipfeln und nur randlich oder unterseits auf den Nerven behaart.

### Generative Merkmale
Die Blütezeit reicht von Juli bis September. Die vielen relativ kleinen Blüten stehen in einem flachen, köpfchenförmigen Blütenstand mit einem Durchmesser von 2,5 bis 4 Zentimetern zusammen. Der „eigentliche“ Kelch ist in fünf lange, rotbraune glänzende Borsten umgewandelt. Diese sind gekielt mit Randstreifen neben der Mittelrippe. Die rotlila Krone ist fünfteilig mit ungleichen Zipfeln. Die randständigen Blüten sind größer und strahlend.
Die Chromosomenzahl beträgt 2n = 16.

## Ökologie
Der trockenhäutige Außenkelch dient zusammen mit den Kelchborsten als Fallschirm bei der Ausbreitung der Diasporen, hier die Früchte, durch den Wind.

## Vorkommen

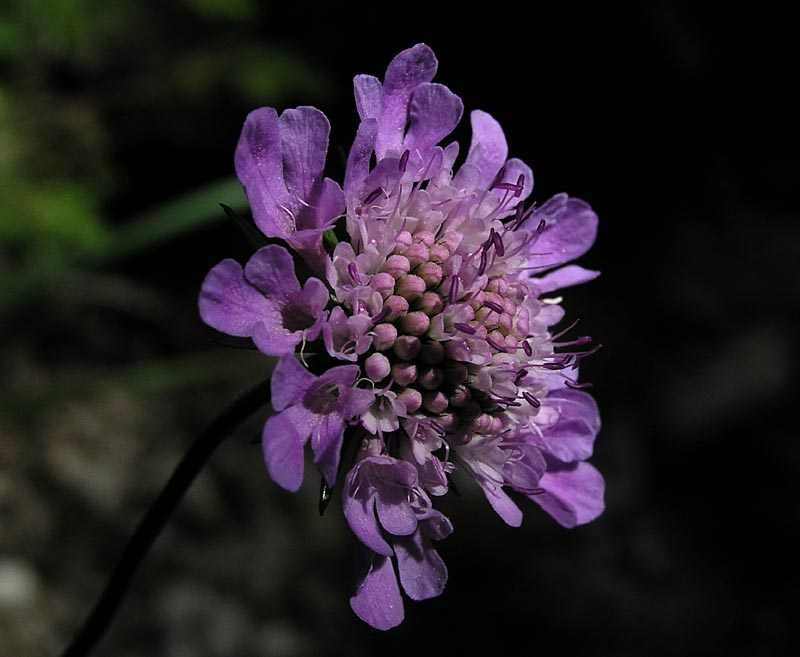
Blütenstand, aufgenommen in der Nähe der Gruttenhütte (Wilder Kaiser) in Tirol

Die Glanz-Skabiose gedeiht in den Gebirgen Süd- und Mitteleuropas, beispielsweise in den Alpen. Es gibt Fundortangaben für die Länder südliches Frankreich, nördliches Italien, Slowenien, Tschechien, Kroatien, Serbien, Bulgarien, Rumänien, Albanien, südliches Deutschland, Österreich, Schweiz, Ungarn, Polen und die nordwestliche Ukraine.
Diese kalkliebende Pflanze wächst meist auf Kalkmagerrasen, Magerweiden, in Föhrenwäldern, auf felsigen Hängen, Felsschutt und in Flachmoorwiesen. Sie gedeiht in Höhenlagen von 1000 bis 2700 Metern. In den Allgäuer Alpen steigt die Glanz-Skabiose am Angererkopf in Bayern bis zu einer Höhenlage von 2100 Metern auf.
Sie ist eine Charakterart der Ordnung Seslerietalia albicantis und kommt besonders oft im Caricetum ferrugineae und im Seslerio-Caricetum sempervirentis vor.
Die ökologischen Zeigerwerte nach Landolt et al. 2010 sind in der Schweiz: Feuchtezahl F = 2 (mäßig trocken), Lichtzahl L = 4 (hell), Reaktionszahl R = 4 (neutral bis basisch), Temperaturzahl T = 1+ (unter-alpin, supra-subalpin und ober-subalpin), Nährstoffzahl N = 2 (nährstoffarm), Kontinentalitätszahl K = 4 (subkontinental).

## Systematik
Die Erstveröffentlichung von Scabiosa lucida erfolgte 1789 durch Dominique Villars in Histoire des Plantes de Dauphiné, (3 volumes, illustrés par l'auteur lui-même).
Bei manchen Autoren gibt es Unterarten.